# Pseudomicronia fraterna
Pseudomicronia fraterna är en fjärilsart som beskrevs av Moore. Pseudomicronia fraterna ingår i släktet Pseudomicronia och familjen Uraniidae. Inga underarter finns listade.